# Újkígyós
Újkígyós [újkíďóš] (rumunsky Uichighioș, Chideuș) je město v jihovýchodním Maďarsku v župě Békés, spadající pod okres Békéscsaba. Nachází se asi 9 km jihozápadně od Békéscsaby. V roce 2015 zde žilo 5 072 obyvatel. Podle statistik z roku 2011 zdejší obyvatelstvo tvořili z 90,9 % Maďaři, 2,4 % Romové, 0,8 % Rumuni, 0,5 % Slováci a 0,3% Němci. Název se skládá ze slov "új" (nový) a "kígiós" (odvozené od slova "kígyó" (had) přidáním přípony -s, která značí, že daná věc na tom daném místě je), název tedy doslovně znamená "nové místo, kde žijí hadi".
Nejbližšími městy jsou Békéscsaba, Csorvás, Elek, Gyula a Medgyesegyháza. Blízko jsou též obce Csabaszabadi, Csanádapáca, Gerendás, Pusztaottlaka, Szabadkígyós a Telekgerendás.